# Autostrada

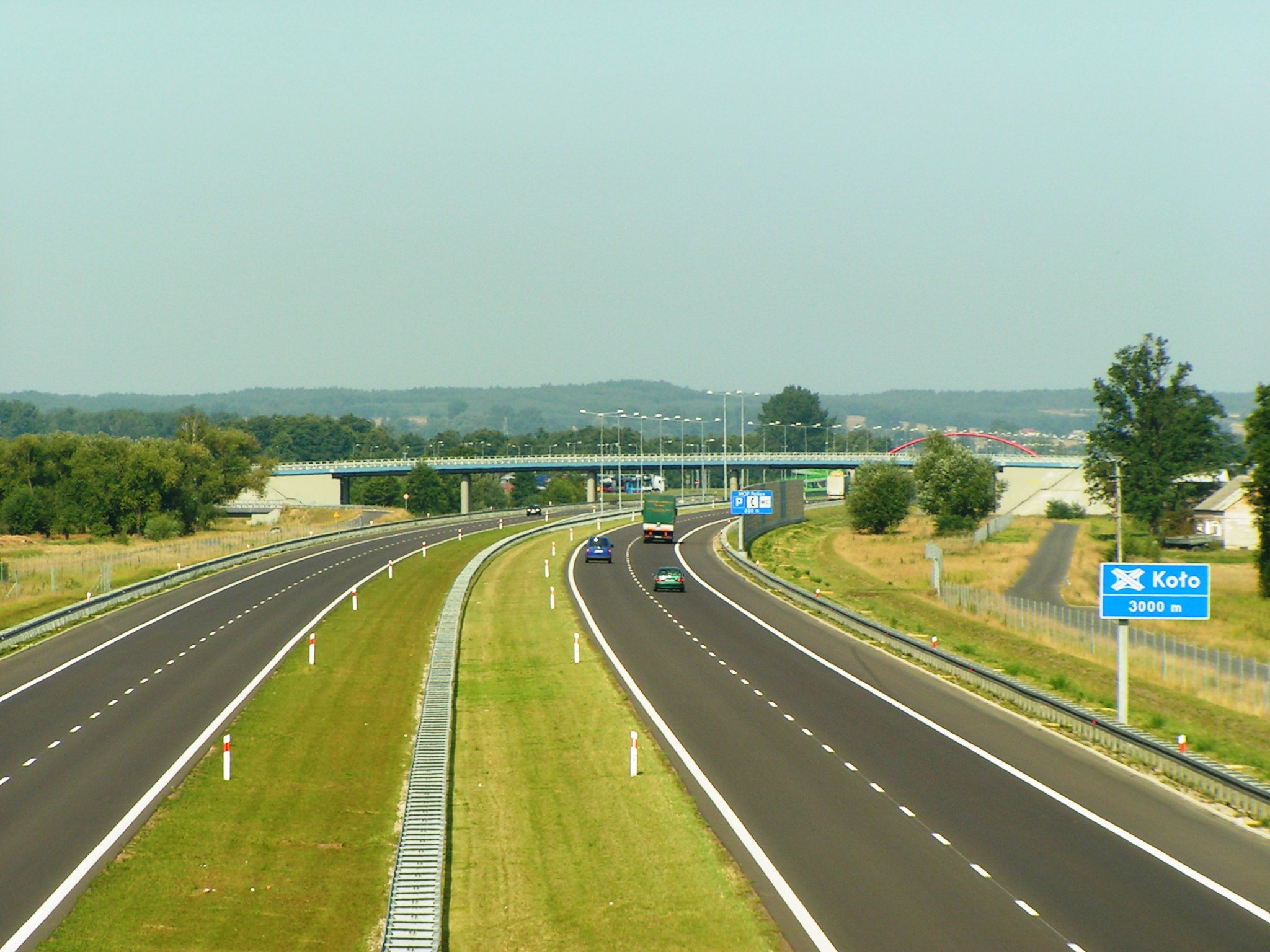
Czteropasowa autostrada A2 w Polsce

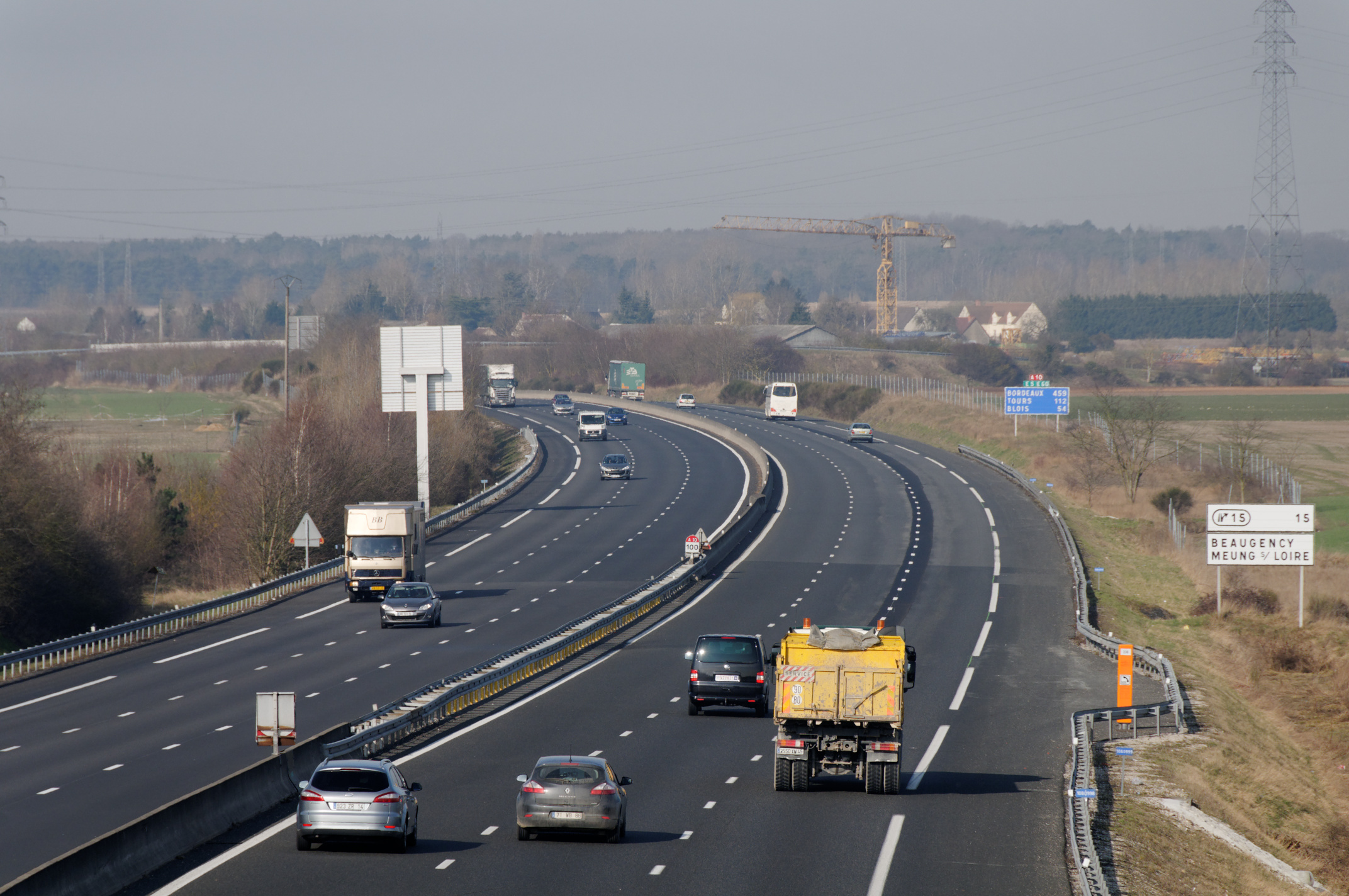
Sześciopasowa autostrada A10 we Francji

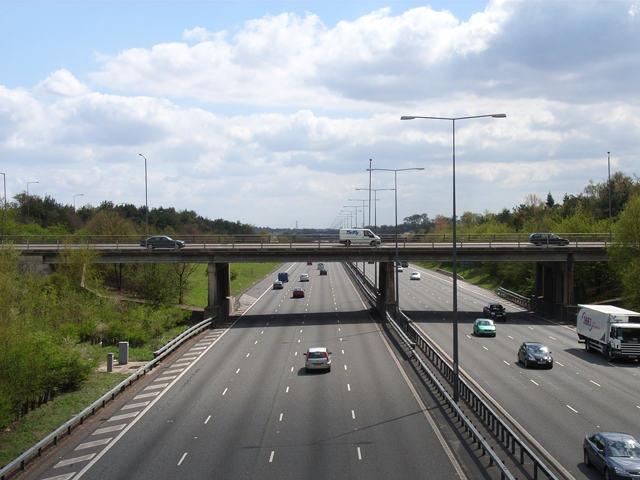
Ośmiopasowa autostrada M40 w Wielkiej Brytanii

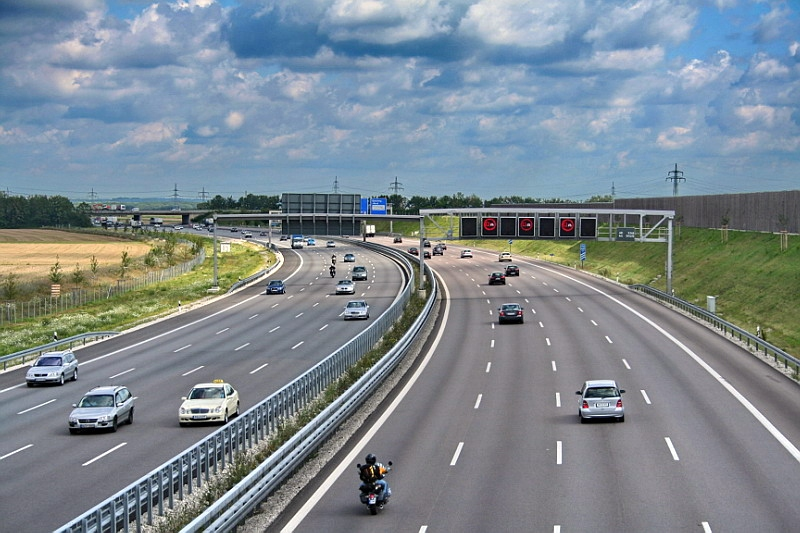
Ośmiopasowa autostrada A9 w Niemczech

Autostrada – rodzaj drogi; jej dokładna definicja różni się między państwami z uwagi na różnice w prawie. 
Niemal każde państwo na świecie posiada w swoim prawodawstwie własną, ustawową definicję pojęcia autostrada [w Polsce określają ją art. 3 pkt 2 i art. 4 pkt 11 ustawy z dnia 21 marca 1985 r. o drogach publicznych (Dz.U. z 2022 r. poz. 1693, ze zm.) oraz art. 2 pkt 3 ustawy z dnia 20 czerwca 1997 r. – Prawo o ruchu drogowym (Dz.U. z 2022 r. poz. 988, ze zm.) – zobacz więcej].
Ogólną i przyjętą przez większość państw świata definicję terminu „autostrada” zawierają art. 1 lit. „j” załącznika do Konwencji o ruchu drogowym, sporządzonej w Wiedniu dnia 8 listopada 1968 r. (w Polsce opublikowanej w Dz.U. z 1988 r. nr 5, poz. 40) oraz art. 1 lit. „h” załącznika do Konwencji o znakach i sygnałach drogowych, sporządzonej w Wiedniu dnia 8 listopada 1968 r. (w Polsce opublikowanej w Dz.U. z 1988 r. nr 5, poz. 42) stanowiące, że:
Autostrada – droga specjalnie zaprojektowana i zbudowana dla ruchu samochodowego, która nie służy przydrożnym posiadłościom oraz która:
1. poza wyjątkami dotyczącymi punktów specjalnych lub okresów przejściowych ma odrębne jezdnie przeznaczone dla obu kierunków ruchu, wyraźnie oddzielone od siebie za pomocą pasa rozdzielającego, nieprzeznaczonego dla ruchu, lub w wyjątkowych przypadkach oddzielone w inny sposób;
2. nie przecina się na tym samym poziomie z inną drogą, torem kolejowym lub tramwajowym albo z drogą przeznaczoną dla ruchu pieszego,
3. jest specjalnie oznaczona jako autostrada.

Encyklopedia PWN wskazuje natomiast, że:
Autostrada (wł. auto „samochód”, strada „droga”) – droga I klasy technicznej, przeznaczona do szybkiego przemieszczania się pojazdów samochodowych (wyłącznie), nieobsługująca ruchu drogowego z przyległego terenu; charakterystyczne cechy autostrady to:
a) co najmniej 2, nie mniej niż 2-pasmowe, jednokierunkowe jezdnie, trwale rozdzielone (np. pasem zieleni, betonową barierą);
b) bezkolizyjne krzyżowanie się z drogami i innymi rodzajami tras komunikacyjnych (na różnych poziomach);
c) wyjazdy i wjazdy pojazdów możliwe tylko w węzłach drogowych;
d) pasy awaryjne – do zatrzymywania się i postoju pojazdów unieruchomionych z przyczyn technicznych;
e) wyposażenie w urządzenia obsługi podróżnych i pojazdów, przeznaczone wyłącznie dla użytkowników autostrad;
f) oznakowanie specjalnym znakiem „autostrada”.
Autostrada łączy główne ośrodki gospodarcze i administracyjne kraju oraz obsługuje ruch międzynarodowy.

## Opis
Główną cechą autostrady jest fakt, że stanowi ona drogę o ograniczonej dostępności, tj. nie każdy pojazd może się nią poruszać. Dla ruchu odbywającego się w przeciwnych kierunkach posiada ona odseparowane od siebie jezdnie (minimum dwie, po co najmniej dwa pasy ruchu na każdej z jezdni), rozdzielone pasem terenu i najczęściej barierą (metalową lub betonową). Drogi tej klasy pozbawione są jednopoziomowych, kolizyjnych skrzyżowań, sygnalizacji świetlnej, przejazdów kolejowo–drogowych, chodników, czy przejść dla pieszych. Na autostradzie obowiązuje zakaz ruchu poprzecznego, zawracania, zatrzymywania się poza pasem awaryjnym, poruszania się pieszo, pojazdami wolnobieżnymi i zaprzęgowymi oraz rowerami. Połączenie jezdni głównych danej autostrady z inną autostradą lub innymi drogami publicznymi odbywa się poprzez węzeł drogowy. Autostrady w wielu krajach są płatne dla pojazdów osobowych i ciężarowych, dlatego mogą się na nich znajdować punkty poboru opłat w ciągu drogi, bądź stacje poboru opłat u wylotów węzłów. Często tego typu drogi posiadają ogrodzenie przed zwierzętami. W ciągu autostrady muszą być zlokalizowane miejsca obsługi podróżnych z odpowiednią infrastrukturą (parkingi, tereny wypoczynkowe, stacje paliw, punkty gastronomiczne, handlowe, usługowe, motele) oraz oznaczone telefony alarmowe w normatywnych odległościach. Tereny mieszkalne, usytuowane w sąsiedztwie autostrady są chronione przed wysokim natężeniem hałasu poprzez zasłony izolacyjne z zieleni (tłumiące hałas i zmniejszające zanieczyszczenie powietrza wokół arterii), bądź ekrany akustyczne.
Wytrzymałość nawierzchni asfaltowej jest oceniana na 10 lat, natomiast betonowej na 40 lat.

## Oznaczenia
Drogi stanowiące autostrady są w większości państw świata oznaczone specjalnymi znakami drogowymi. Symbole znaków oraz zawarte na nich piktogramy są określane indywidualnie w każdym państwie. W Europie, a także kilku państwach Ameryki Południowej i Azji symbol autostrady oparty jest na jednym wzorze z niewielkimi modyfikacjami. Kraje te dzielą się jednak ze względu na tło znaku „autostrada”. W części z nich ma ono kolor niebieski, a w części – barwę zieloną.

### Państwa oznaczające autostrady kolorem niebieskim
- Algieria
- Austria
- Belgia
- Brazylia (państwowe)
- Chile
- Francja
- Hiszpania
- Holandia
- Indie
- Iran
- Irlandia
- Izrael
- Luksemburg
- Maroko
- Niemcy
- Norwegia
- Pakistan
- Polska
- Południowa Afryka
- Portugalia
- Tajlandia (płatne)
- Tunezja
- Węgry
- Wielka Brytania
- Zjednoczone Emiraty Arabskie

### Państwa oznaczające autostrady kolorem zielonym
- Albania
- Australia
- Azerbejdżan
- Bośnia i Hercegowina
- Brazylia (stanowe)
- Bułgaria
- Cypr
- Chiny
- Chorwacja
- Czechy
- Dania
- Finlandia
- Grecja
- Iran
- Japonia
- Kanada
- Korea Południowa
- Litwa
- Macedonia Północna
- Malezja
- Meksyk
- Nowa Zelandia
- Peru
- Rosja
- Rumunia
- Serbia
- Słowacja
- Słowenia
- Stany Zjednoczone
- Szwajcaria
- Szwecja
- Tajlandia (bezpłatne)
- Tajwan
- Turcja
- Ukraina
- Wenezuela
- Włochy

### Piktogramy

Argentyna, Boliwia, Hiszpania
Chile
Czechy
Dania
Finlandia
Francja
Holandia
Izrael
Irlandia
Niemcy
Polska
Rumunia
Szwajcaria
Szwecja
Węgry
Wielka Brytania
Włochy

Quebec
Stany Zjednoczone
Meksyk
Brazylia
Korea Południowa
Australia
Kanada
Chiny
Izrael
Nowa Zelandia
Tajlandia
Japonia

W poszczególnych państwach europejskich stosowane są różne oznaczenia literowe autostrad:
- A – Polska (autostrada), Albania (rruga autostradale), Austria (autobahn), Belgia (autosnelweg, autoroute), Bośnia i Hercegowina (autoput), Bułgaria (aвтомагистрала/avtomagistrala), Chorwacja (autocesta), Francja (autoroute), Grecja (aυτοκινητόδρομος/aftokinitodromos), Hiszpania (autopista), Holandia (autosnelweg), Litwa (automagistralė), Luksemburg (autobunn), Łotwa (augstākās kategorijas autoceļš), Macedonia Północna (автопат/avtopat), Niemcy (autobahn), Portugalia (auto-estrada), Rumunia (autostradă, autostrăzile), Serbia (aутопут/autoput), Słowenia (avtocesta), Szwajcaria (autoroute, autobahn, autostrade), Włochy (autostrada)
- D – Czechy (dálnice), Słowacja (diaľnica)
- E – Dania (motorvej), Norwegia (motorvei, motorveg), Szwecja (motorväg) – tożsame z oznaczeniem tras europejskich
- H – Izrael (kviš)
- M – Irlandia (mótarbhealach), Rosja (магистральная автомобильная дорога trb. magistralnaja awtomobilnaja doroga trl. magistral′naâ avtomobil′naâ doroga), Wielka Brytania (motorway), Węgry (autópálya)
- O – Turcja (otoyol)
- Vt – Finlandia (valtatie, moottoritie)

## Parametry techniczne

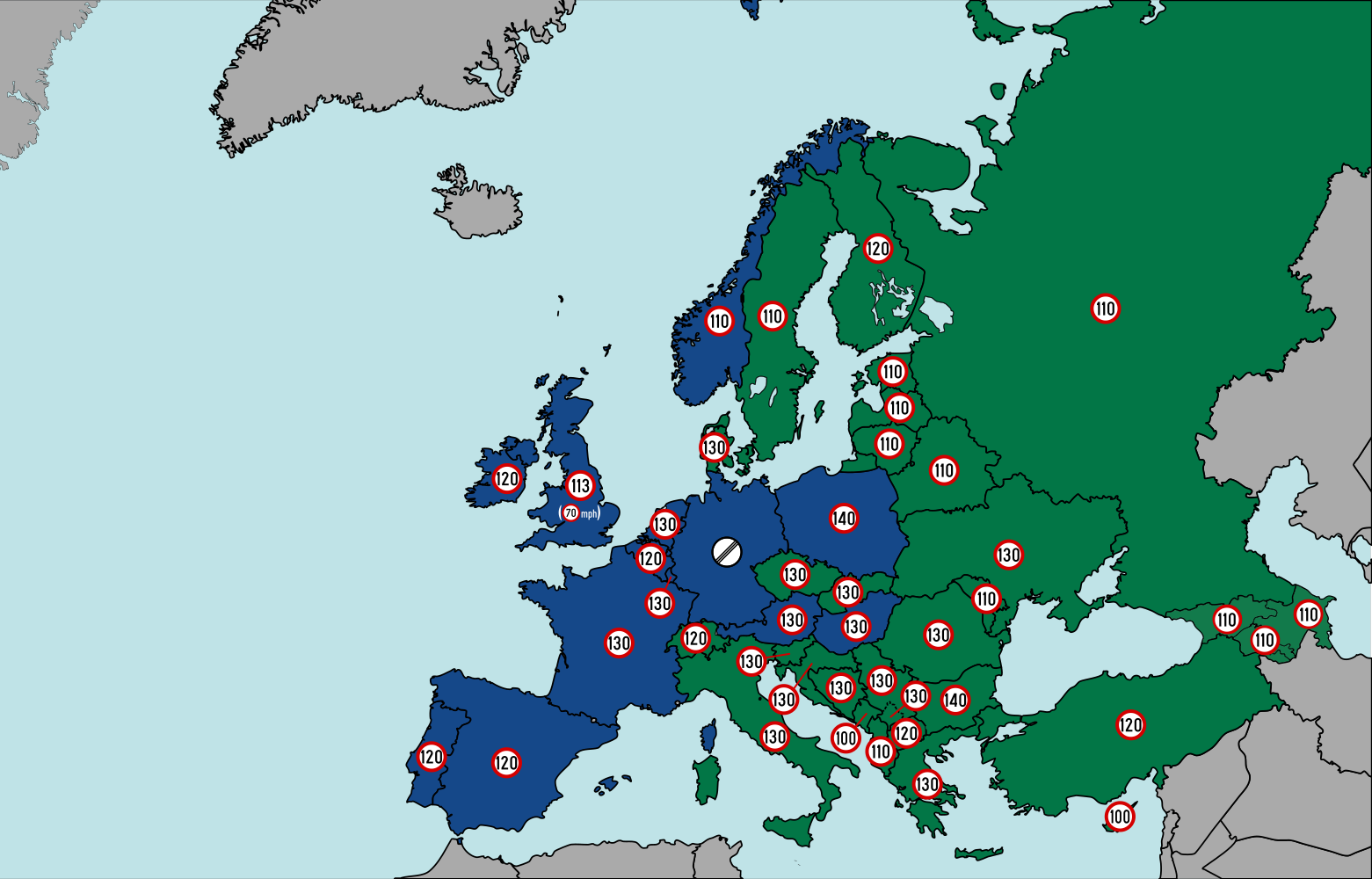
Maksymalne prędkości na autostradach w państwach europejskich

Nie istnieje uniwersalny standard dróg klasy autostrady. Szczegółowe parametry techniczne autostrad określają prawodawstwa poszczególnych państw, stąd droga oznaczona w jednym państwie jako autostrada, może nie spełniać wymogów technicznych przyjętych dla autostrad w innym państwie. Przykładowo w Polsce autostrady na większości odcinków są czteropasowe (po dwa pasy ruchu na każdej z dwóch jezdni), w Niemczech i Francji – sześciopasowe (2 × 3), w Wielkiej Brytanii – ośmiopasowe (2 × 4).
Parametry autostrad i dróg ekspresowych w Polsce regulują przede wszystkim rozporządzenie Ministra Transportu i Gospodarki Morskiej z dnia 2 marca 1999 r. w sprawie warunków technicznych, jakim powinny odpowiadać drogi publiczne i ich usytuowanie (Dz.U. z 2016 r. poz. 124) wraz z ustawą z dnia 21 marca 1985 r. o drogach publicznych (Dz.U. z 2022 r. poz. 1693, ze zm.) – zobacz więcej.
Za najszerszą autostradę na świecie uznawana jest Katy Freeway, licząca łącznie 26 pasów ruchu w obydwu kierunkach wraz z drogami dojazdowymi oraz pobocznymi, stanowiąca fragment autostrady międzystanowej I-10 niedaleko Houston w Teksasie. Natomiast bez wliczania dróg pobocznych najszerszą autostradą jest 22-pasowy i 3,21-kilometrowy (2 mile) odcinek autostrady międzystanowej I-5, łączący autostradę międzystanową I-805 z California State Route 56 w San Diego (Kalifornia), zbudowany w kwietniu 2007
Zróżnicowanie w skali choćby tylko Europy dotyczy również maksymalnej prędkości, z jaką można poruszać się autostradą. Jedynym państwem „starego kontynentu”, w którym teoretycznie nie obowiązuje ograniczenie prędkości na autostradzie są Niemcy, aczkolwiek obowiązuje tam pojęcie prędkości zalecanej 130 km/h (niem. Richtgeschwindigkeit) oraz występuje kilka obostrzeń, m.in.: brak ograniczeń dotyczy wyłącznie motocykli i samochodów osobowych (czyli nie obejmuje aut leasingowanych, rejestrowanych jako osobowo-ciężarowe), a nawierzchnia drogi musi być sucha. Ponadto, jazda z prędkością większą niż zalecana wiąże się z ryzykiem odmowy wypłaty pełnego odszkodowania przez ubezpieczyciela w razie wypadku lub kolizji. W pozostałych krajach ograniczenia prędkości wahają się od 140 km/h (Polska, Bułgaria) do 100 km/h (Cypr).

## Historia

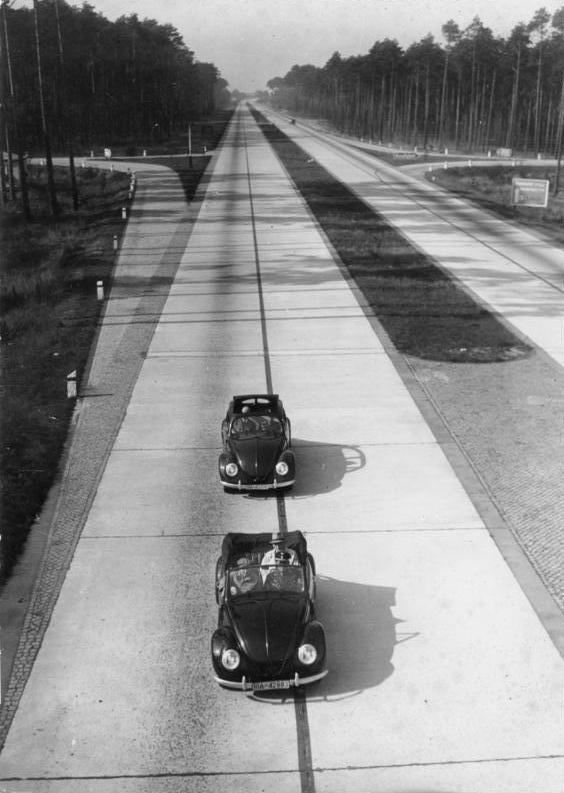
Reichsautobahn w 1943

Wyróżnia się trzy fazy powstawania autostrad: I – wyloty z dużych miast, II – połączenia pomiędzy dużymi miastami, III – sieci kompleksowe (międzymiastowe i obsługujące obszary metropolitalne).
Za pierwszą autostradę w Europie można uznać AVUS w Berlinie (dziś fragment autostrady A115). Jego budowę rozpoczęto w 1913, a ukończono 24 września 1921 (roboty wstrzymał bowiem wybuch I wojny światowej), jednak była to droga eksperymentalna, stworzona do testowania pojazdów i przeprowadzania wyścigów (ostatni zorganizowano 26 kwietnia 1998).
Pierwsza autostrada publiczna – Autostrada dei Laghi (pol. Autostrada Jezior) powstała w latach 1922–1924 we Włoszech, a łączyła Mediolan z Como i Varese (obecne autostrady A8 i A9). Oddana do użytku 21 września 1924 miała ułatwić dojazd do dwóch znanych alpejskich akwenów: jeziora Como i jeziora Maggiore. Jej projektantem był Piero Puricelli, który w kolejnych latach promował rozwój tego typu dróg w różnych państwach Europy.
Niedługo potem, w 1925 ukończono pierwszą autostradę w Stanach Zjednoczonych – Bronx River Parkway, zlokalizowaną pomiędzy Bronksem i hrabstwem Westchester.
Pierwszy system autostrad powstał w Niemczech. Jego budowa stała się jednym z haseł wyborczych Adolfa Hitlera, więc po dojściu NSDAP do władzy (1933) doczekała się szybkiej realizacji. W założeniach plan miał trzy cele: likwidację bezrobocia, stymulację produkcji samochodów, względy typowo militarne. Jednak pierwszą bezkolizyjną drogę w Niemczech oddano już 6 sierpnia 1932, a była nią autostrada, łącząca Kolonię z Bonn (obecnie A555). Do 1943 wybudowano 3896 km z planowanych 6800 km.
Największą sieć dróg szybkiego ruchu na świecie mają Chiny (131 000 km na początku 2017) i Stany Zjednoczone, zaś w Europie – Hiszpania (17 109 km na początku 2017). Jeszcze w 1988 w Chinach nie było ani jednego kilometra tego typu drogi, zaś tylko w 2012 oddano ich do użytku łącznie 12 409 km.

## Rodzaje i przykłady na świecie

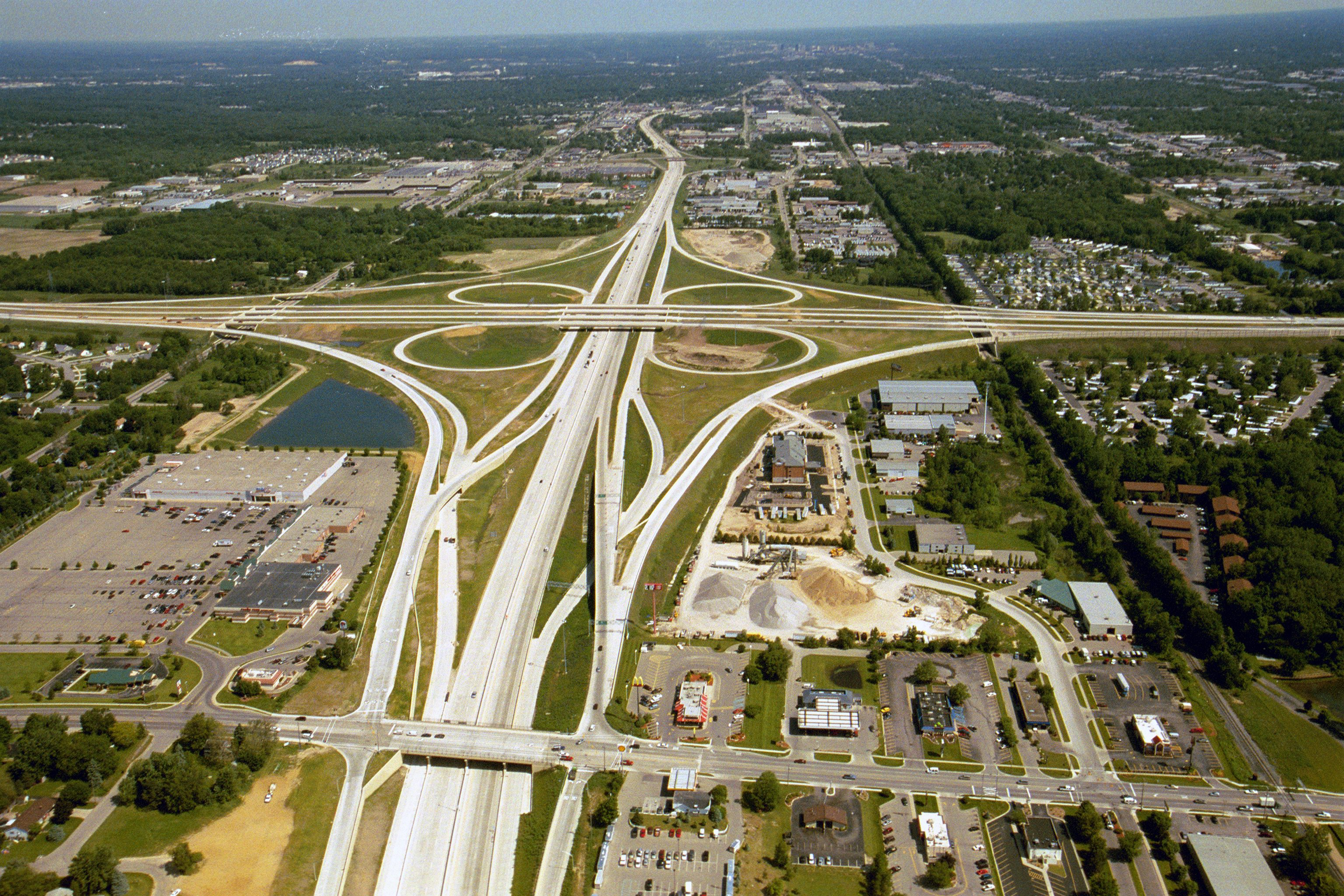
Skrzyżowanie autostrad US 131 oraz M-6 w Michigan, pokazujące wiele cech autostrady: rozdzielony ruch przeciwstawny, brak bezpośrednich skrzyżowań, brak bezpośredniego zjazdu
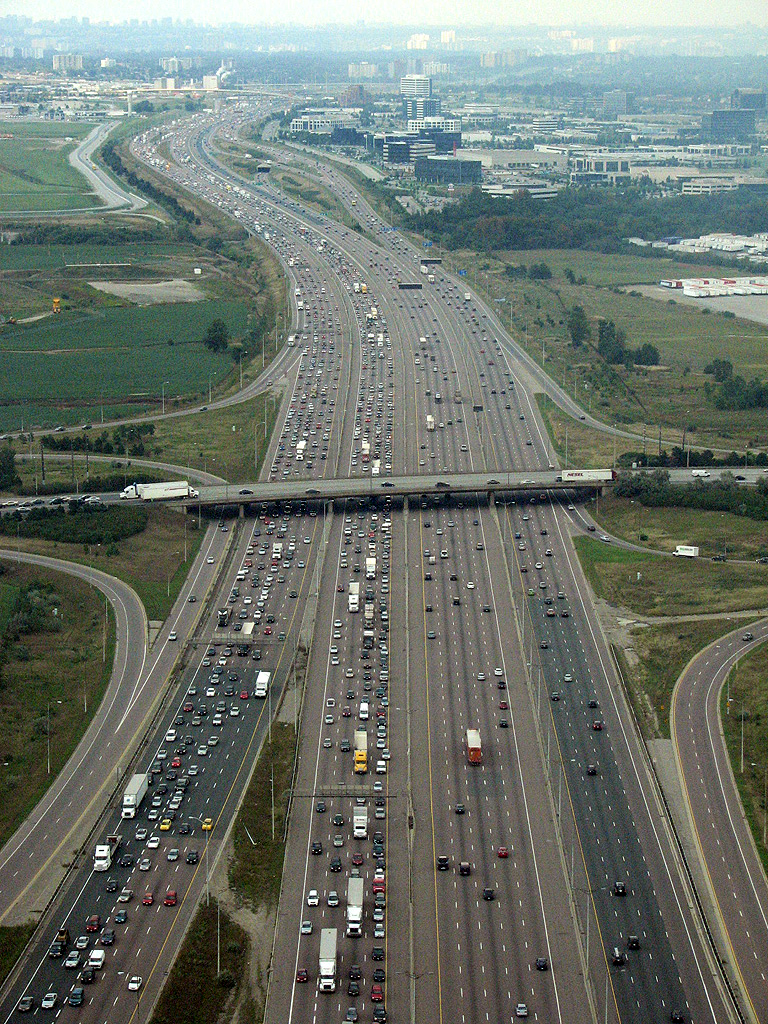
18-pasowa autostrada 401 w Ontario, z podziałem na biegnące równolegle pasy ekspresowe (express lanes) i pasy zbiorcze (collector lanes)
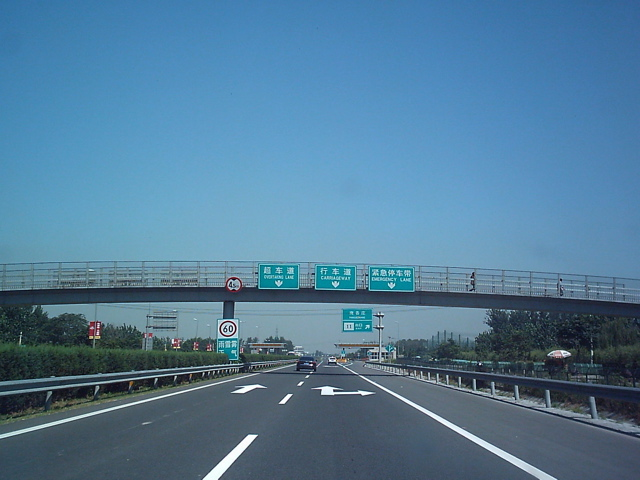
Chińska autostrada G106 (fragment Jingkai Expressway)